# Vladimir Chmagaïlo
Vladimir Grigorievitch Chmagaïlo (en russe : Владимир Григорьевич Шмагайло) est un aviateur soviétique, né en 1922 et décédé en 1945. Il fut pilote de chasse et As de la Seconde Guerre mondiale, 

## Carrière
Il existe peu de renseignements disponibles sur cet as. 
Après avoir suivi des cours de pilotage à l'aéroclub de Kharkov, Vladimir Chmagaïlo se serait engagé dans l'Armée rouge. Il servit en 1941 comme mladshii leitenant (aspirant-officier) ; puis, en 1942, il devait être posté au 14.GuIAP (régiment de chasse aérienne) et l'année suivante promu au grade de leitenant (sous-lieutenant), il fut muté au 66 GuIAP. Il aurait ainsi successivement combattu au sein du front nord-ouest, puis dans le deuxième front balte.
Selon les historiens russes, il aurait été abattu en combat aérien le 23 février 1945 et serait, depuis, porté disparu.

## Palmarès et décorations

### Tableau de chasse
- Il est crédité de 16 victoires homologuées, toutes individuelles.
- Ses succès remportés sur Yak-9 et Yak-3, comprendraient 14 FW-190 et 2 Me-109.

### Décorations
- Deux fois titulaire de l'Ordre du Drapeau rouge.